# Namtar
Namtar (nepalski: नामटार) – gaun wikas samiti w środkowej części Nepalu w strefie Narajani w dystrykcie Makwanpur. Według nepalskiego spisu powszechnego z 2001 roku liczył on 1490 gospodarstw domowych i 8623 mieszkańców (4238 kobiet i 4385 mężczyzn).